# Triolein
Triolein (auch Trioleat, Glyzerintrioleat, Ölsäureglycerid oder Glycerinölsäure-Triester) ist eine chemische Verbindung. Es handelt sich um ein Triglycerid mit Ölsäure und zählt zu den fetten Ölen.

## Vorkommen
Triolein kommt in Mandelöl, Olivenöl, Schmalz und in vielen weiteren Ölen tierischen und pflanzlichen Ursprungs vor.

## Gewinnung und Darstellung
Triolein kann durch Veresterung von Ölsäure mit Glycerin oder aus natürlichen Ölen gewonnen werden.

## Verwendung
Triolein wird als Gleitmittel und Emulgator bei Textilien und Kosmetika eingesetzt. Die Hydrierung in Hexan ergibt Tristearin.